# Robert Ebersohn
Pour les articles homonymes, voir Ebersohn.

a Compétitions nationales et continentales officielles uniquement.

b Matchs officiels uniquement.
Dernière mise à jour le 12 décembre 2022.
Robert Ebersohn, né le 23 février 1989 à Bloemfontein, est un joueur de rugby à XV sud-africain qui joue avec les Free State Cheetahs et les Cheetahs. Il y évolue comme centre (1,80 m pour 82 kg). Il est le fils de Tiaan Ebersohn, ancien rugbyman sud-africain qui a joué avec la Western Province et le frère jumeau de Sias Ebersohn (en) qui joue depuis 2013 en Super 15 avec la Western Force, basée à Perth en Australie. Robert Ebersohn est champion de France Top 14 2018 avec le Castres olympique.

## Biographie
Robert Thompson Ebersohn et son frère jumeau Sias (en), sont nés et ont grandi à Bloemfontein en Afrique du Sud et ils ont pratiqué le rugby au niveau scolaire puis universitaire à l'Université de l'État-Libre d'Orange. Ils ont rapidement grimpé les échelons et ils ont représenté l'Académie scolaire des Free State Cheetahs à la Craven Week. Ils ont ensuite été choisis pour représenter l'Afrique du Sud au Championnat du monde junior 2008. Puis les jumeaux ont été intégrés dès 2008 dans la sélection des Free State Cheetahs qui évolue en Currie Cup. Robert Ebersohn a fait ses débuts en Super Rugby pour la franchise des Central Cheetahs en 2010. 
En novembre 2013, il rejoint le Montpellier Hérault Rugby. Non conservé par ce club au terme de la saison 2015-2016, il rejoint le club du Castres olympique. 
En 2017, il est nommé vice-capitaine du CO. Robert Ebersohn est champion de France Top 14 2018 avec le Castres Olympique contre son ancien club, le MHR.
En 2020, il rejoint l'AS Béziers en Pro D2.
En 2021, il retourne aux Free State Cheetahs, et par conséquent aux Cheetahs qui disputent la Challenge Cup pour la saison 2022-2023.

## Palmarès
Avec le Castres olympique
- Championnat de France de Top 14 :
  - Champion (1) : 2018